# Аржаан
Аржаан (тув. Аржаан) — село в Пий-Хемском кожууне Республики Тыва. Административный центр Аржаанского сумона. Население селения 876 человек (2007), 786 (2015), по другим данным 1068 человек (с учетом незарегистрированных).

## История
Слово «аржаан» (у монголов и бурят — «аршан», у киргизов — «арашан») уходит корнями в древний санскритский язык и означает — святая или целебная вода. В традиционном быту тувинцев культ аржаанов был велик: с ними связывали здоровье тела и духа как отдельного человека, так и рода в целом. Обычно аржааны открывали ламы — врачи, шаманы или «знающие люди» (видимо, экстрасенсы), которые при стечении народа освящали источники, давали советы — от каких хворей и напастей лечиться и, самое главное, как лечиться.— http://tuvapravda.ru/?q=content/celebnye-arzhaany-tandy

## География
Аржаан находится в Турано-Уюкской котловине
По селу протекает р. Чинжаш.
Уличная сеть
Новый пер., ул. Дружба, ул. Комсомольская, ул. Майская, ул. Малчын, ул. Мира, ул. Октябрьская, ул. Полевая, ул. Пролетарская, ул. Рабочая, ул. Сельская, ул. Советская.
Географическое положение
Расстояние до:
районного центра Туран: 23 км.
столицы республики Кызыл: 68 км.
Ближайшие населенные пункты
Чкаловка 7 км, Хадын 11 км, Тарлаг 13 км, Тарлаг-Аксы 14 км, Ленинка 20 км, Шивилиг 21 км, Туран 23 км, Маральский (Ермаковский район Красноярского края) 24 км, Уюк 29 км

## Население
| 2002 | 2010 |
| ---- | ---- |
| 947  | ↘788 |

## Инфраструктура
МБОУ Аржаанская СОШ
отделение почтовой связи села Аржаан (Мира ул, 6)
Администрация села Аржаан
Администрация Аржаанского сумона
Подстанция, Плотина
Фермерское хозяйство

## Транспорт
Подъезд к федеральной автомагистрали Р257 «Енисей».